# Carpaccio

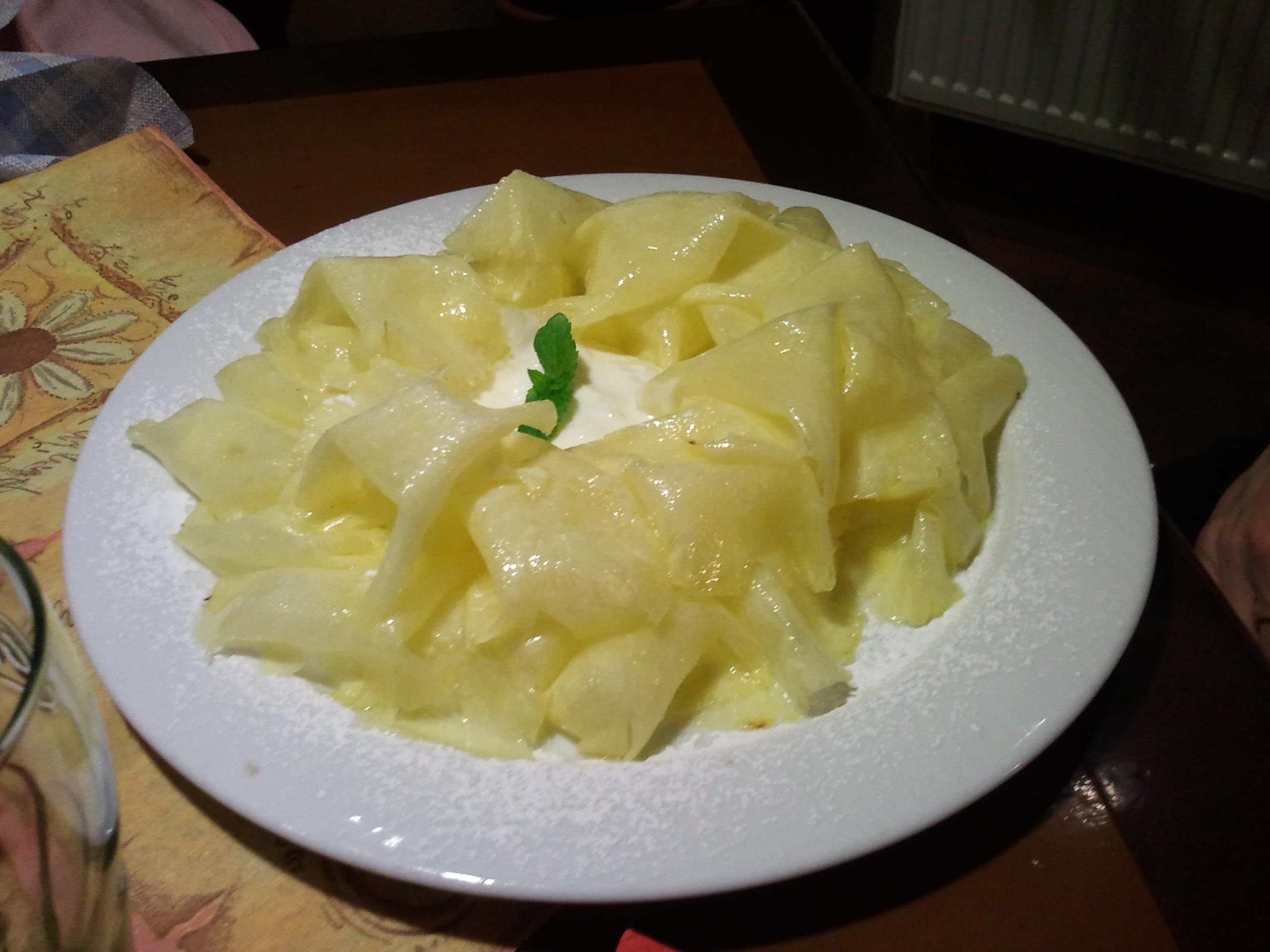
Ananasové Carpaccio se smetanou

Pojmem carpaccio [karpačo] se dá nazvat vše, co je nakrájeno na tenké plátky a podáváno za syrova v souvislé vrstvě a ochuceno nebo doplněno studenou omáčkou. Původním základem bylo hovězí maso a majonézová omáčka. Poté se začalo dělat carpaccio z tuňáka a lososa, později vegetariánské ze zeleniny či ovoce (pomeranče, melouny, kedlubna, okurka…) a místo majonézy se používá olivový olej či sladká omáčka. Dnes je však možné vidět suroviny i marinované, nakládané či krátce povařené.

## Historie
Pokrm vznikl v roce 1950 v Benátkách, kde ho šéfkuchař a majitel zdejšího Harryho baru Giuseppe Cipriani poprvé naservíroval své zákaznici hraběnce Amalii Nani Mocenigo, která požadovala jídlo ze syrového masa, ale nechtěla tatarský biftek. Kuchař tedy nakrájel svíčkovou na tenké plátky a ty pokapal majonézovou omáčkou. Hraběnce chutnalo. Ostatní hosté si objednali totéž a brzy se stal pokrm tak populárním, že jej Cipriani musel zařadit na jídelní lístek.

## Pojmenování
Jméno jídlo dostalo podle malíře jménem Vittore Carpaccio, který se v Benátkách narodil a který zde měl v době zrodu pokrmu výstavu. Jeho oblíbené barvy (cihlově červená a béžově bílá) připomínaly i vyhlášenou pochoutku, takže se šéfkuchař rozhodl pojmenovat ji podle malíře.

### Galerie

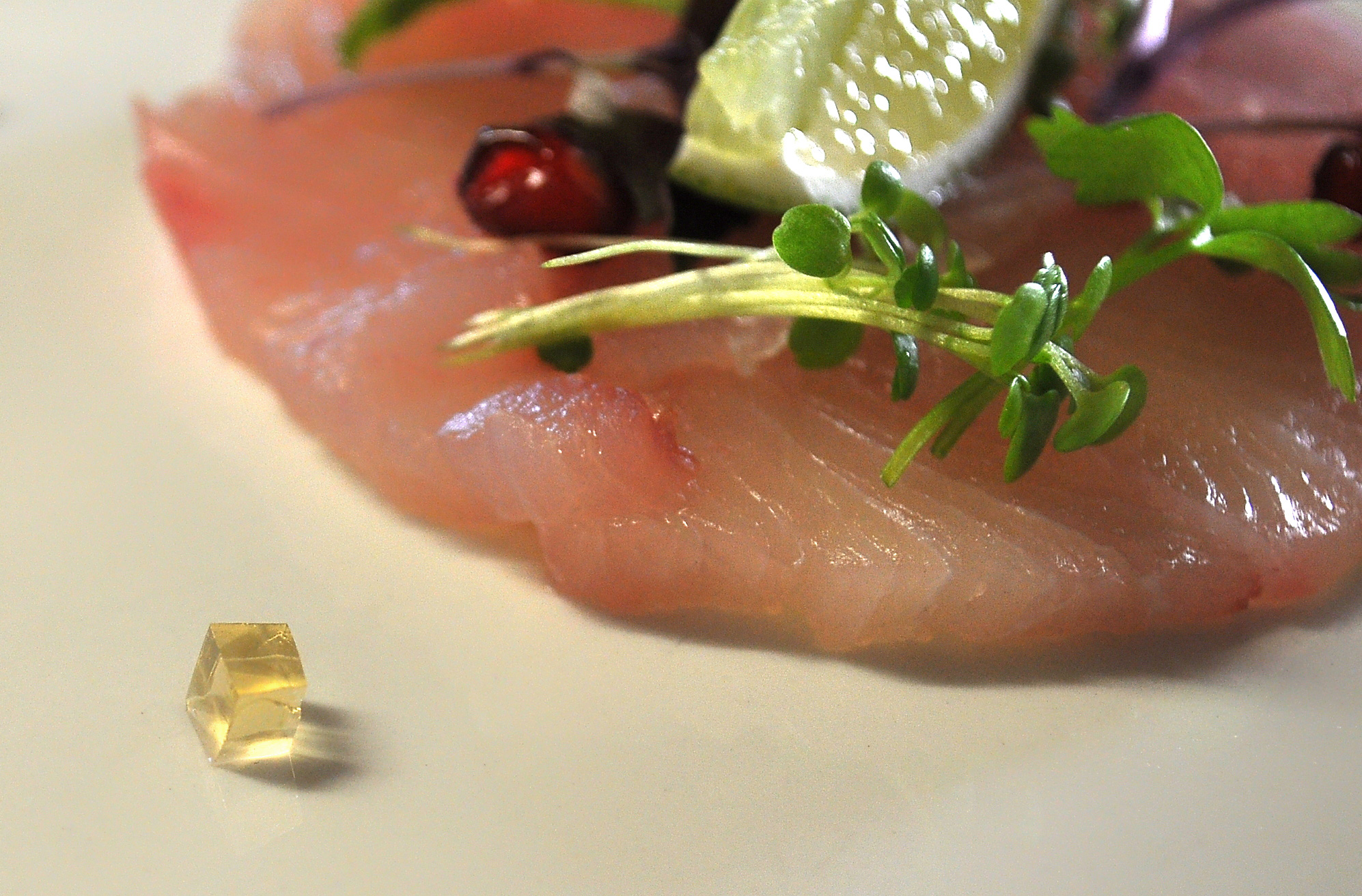
Carpaccio z lososa
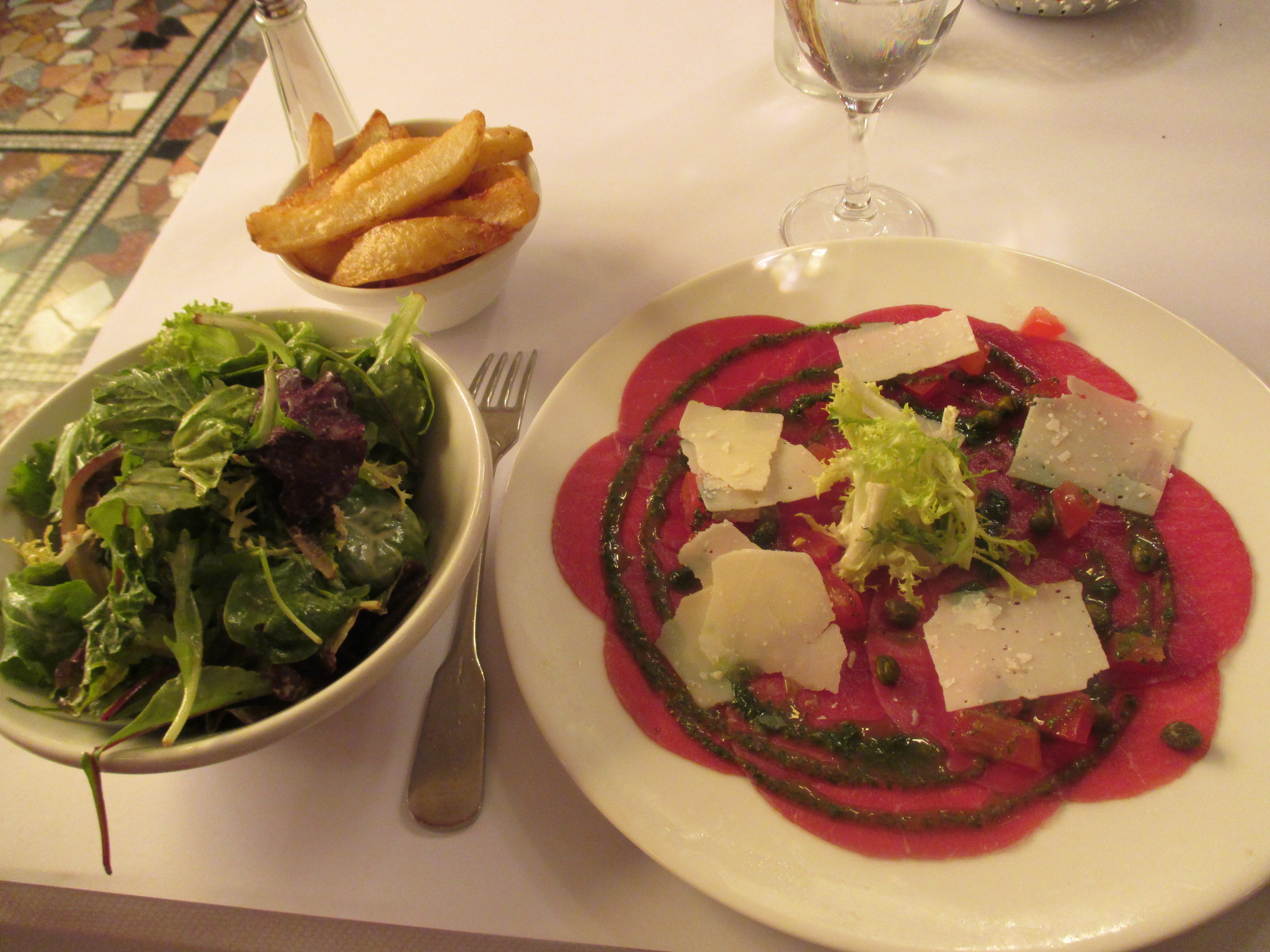
Carpaccio s hranolky a salátem
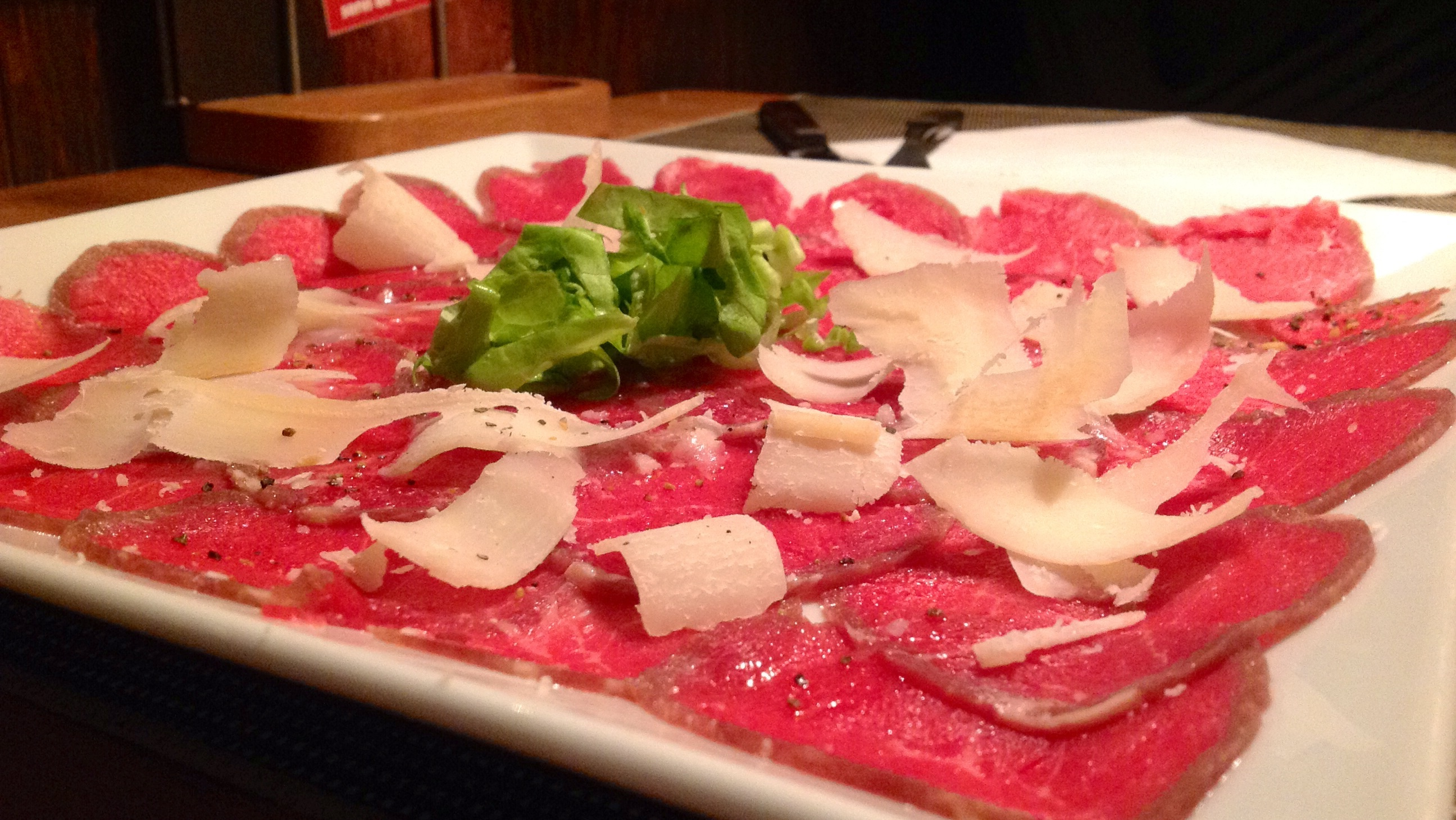
Carpaccio s parmezánem a rukolou